# Enrique Allyón
Enrique Allyón (nascido em 29 de novembro de 1952) é um ex-ciclista peruano. Competiu na prova de estrada individual nos Jogos Olímpicos de Munique 1972.